# グラタン

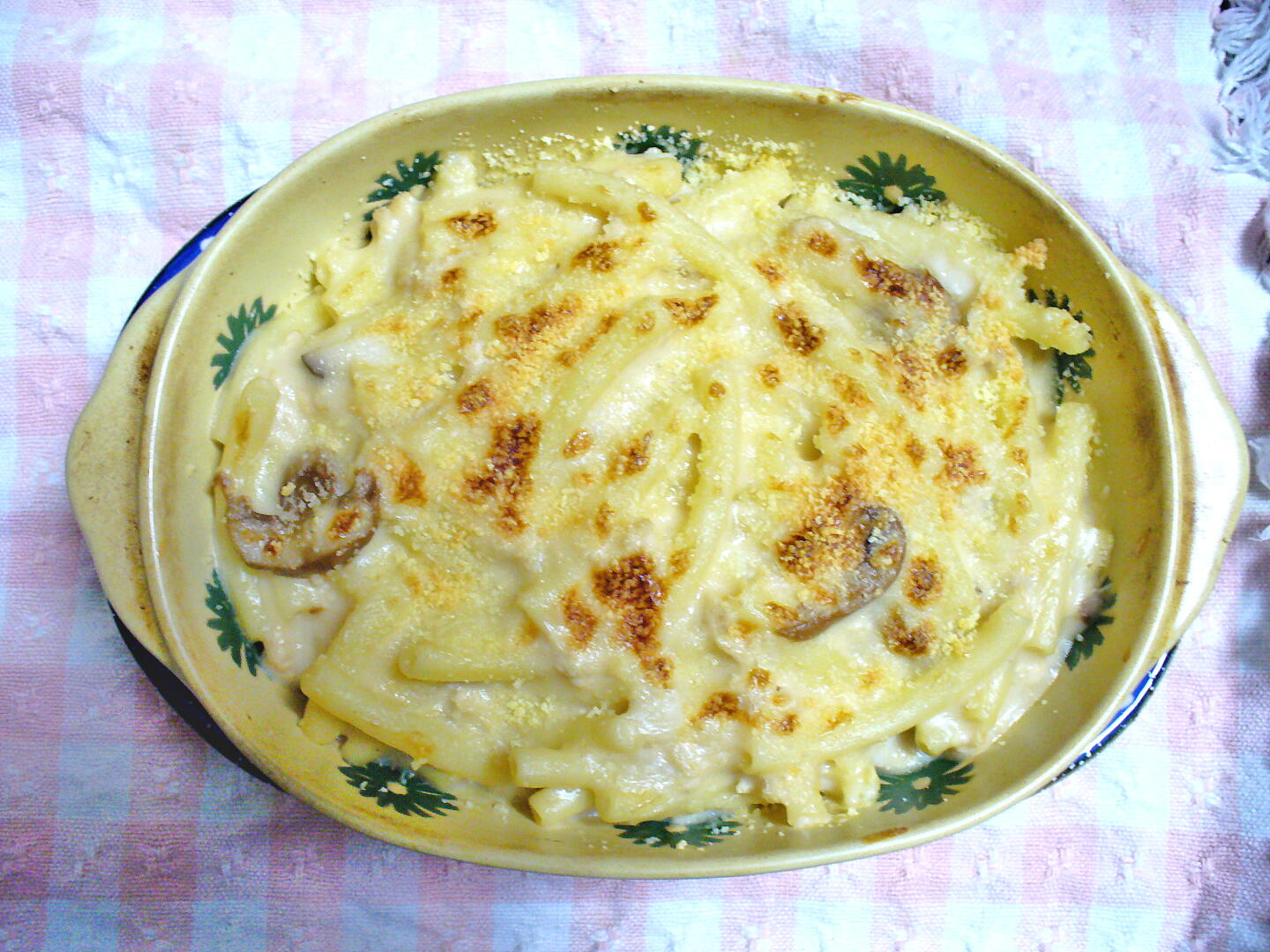
グラタンの調理例：ホワイトソースとマカロニを使ったマカロニグラタン

グラタン（仏: gratin）は、フランスのドーフィネ地方が発祥の地と言われる郷土料理から発達した料理である。「オーブンなどで料理の表面に焦げ目を入れるように調理する」という調理法、およびその調理法を用いて作られた料理の両方を意味する。この調理法を用いたものはすべてグラタンであり、デザート用に作られるものなどもある。マカロニがベースとして入ることが多い。
日本では、ベシャメルソースを用いオーブンで焼いた料理をまとめて「グラタン」と呼んでいるが、フランス語での本来の意味は鍋に張り付いたおこげでもあり、転じて素材が何であれ、焼いて焦げ目をつけた料理を意味する言葉である。

## フランス料理としてのグラタン
オーギュスト・エスコフィエ著『料理の手引き』（Le Guide Culinaire）では、以下の4種類に分類されている。
グラタン・コンプレ加熱していない食材の上にソースをかけ、焦げ目がしっかり付くまで焼く手法。下記のグラタン・レジェ以上にじっくり時間をかけて焼き、食材に完全に火を通す。日本のグラタンはほとんどこのタイプである。
グラタン・レジェマカロニやニョッキなどのパスタにソースを絡め、溶かしバターとパン粉をふりかけてから焼く。下記のグラタン・ラピットと違い、焦げ目が付くまで焼く。日本でもよく食される「マカロニグラタン」はこの調理法に分類される。
グラタン・ラピット下処理として食材を加熱調理をしてから、ソースをかけてさっと軽い焼き目が付く程度に焼く。その際、下処理した際の煮汁をソースに溶かし込むことで、グラタン・コンプレのような仕上がりに近づける狙いが含まれている手法。
グラッサージュグラタンの手法を用いて料理を仕上げる、もしくは料理の表面に軽く焦げ目をつけること。
日本の洋食店でもよく目にするマカロニグラタンは、先の『料理の手引き』にも掲載されている（原書における表記は "Macaroni au Gratin"）。調理手順は、マカロニと刻んだマッシュルームとベシャメルソースを混ぜ、バターを塗ったグラタン皿にのせて、おろしチーズとパン粉をふってオーブンで焼くというもので、日本における調理法とほとんど変わらない。パスタの代わりとしてシュー皮を使用する例を「パリ風グラタン」と呼ぶ。
アメリカ合衆国においては、第3代大統領トーマス・ジェファーソンが好物のマカロニとパルメザンチーズを組み合わせて作らせた、「マカロニ・アンド・チーズ」 を原型とする家庭料理が普及している。

## 日本におけるグラタンの概要
ここでは、日本で一般的に知られている洋食のグラタンを主に紹介する。

### ベシャメルソースを用いたグラタン
ベシャメルソース（白色）と具（マカロニ、ジャガイモなどの野菜類、鶏肉やコンビーフなどの肉類、海老などの魚介類）を絡めて耐熱皿に盛り、粉末チーズをかけて器ごとオーブンで焼いた料理。具材に応じてマカロニグラタン、ポテトグラタン、チキングラタン、海老グラタン等と呼び分けることが多い。
冷凍食品などでも広く提供されるが、冷凍食品として販売されているものには鶏肉入りはなく、専ら海老。冷凍のままでオーブンで焼くものと、電子レンジで解凍するものがある。共通しているのは表面にこんがりと焦げ目をつけることである（レンジ型は予め焦げ目付き）。構造的に加熱調理用の容器に盛る必要がある。オーブン用の製品ではアルミ箔製の耐熱皿を用いるが、これは電子レンジによる加熱ができず、一方で電子レンジ向け製品ではオーブン等の高温になると悪臭を発するプラスチック皿が使われている場合があり、製品に合った加熱手段を選ぶ必要がある。

### ドリア
米飯にベシャメルソースを掛けたものは、「ドリア」と呼ばれる。ドリアは日本発祥の洋食である。

### オニオングラタンスープ
オニオングラタンスープは、タマネギを炒めてコンソメを注ぎ、耐熱カップに入れてフランスパンを一切れ浮かべ、チーズなどをかけてオーブンで焼いたもの。フランスでは家庭や屋台で提供される庶民料理。日本ではロイヤルホストの定番メニューでもある。